# Niphoparmena cylindrica
Niphoparmena cylindrica là một loài bọ cánh cứng trong họ Cerambycidae.